# William Knecht
William Knecht, né le 10 mars 1930 à Camden (New Jersey) et mort le 17 décembre 1992, est un rameur d'aviron américain.

## Carrière
William Knecht participe aux Jeux olympiques de 1964 à Tokyo et remporte la médaille d'or en huit, avec Joseph Amlong, Thomas Amlong, Harold Budd, Emory Clark, Stanley Cwiklinski, William Stowe, Hugh Foley et Robert Zimony.